# Järvdalens naturreservat
Järvdalens naturreservat är ett naturreservat i Åre kommun Naturreservatet är 2 022 hektar och bildades 2005. Reservatet består av en blandskogsbevuxen zon mellan fjällen i söder och avverkade skogsområden i norr. Inom reservatet finns sjöar, myrar och raviner, den djupaste ravinen ligger i östra delen av reservatet och heter Järvdalen. Den västra delen av reservatet gränsar till Vålådalens naturreservat
Området är präglat av samiskt liv och arbete